# Alexander Goehr
Alexander Goehr (Berlín, 10 de agosto de 1932-Cambridgeshire, 26 de agosto de 2024) fue un compositor y académico inglés de origen alemán.

## Biografía
Alexander Goehr nació en Berlín, hijo del compositor alemán Walter Goehr (1903-1960), un importante discípulo de Arnold Schönberg. Estudió en la Royal Northern College de la Música en Mánchester (1952-55), donde compartió aulas con Peter Maxwell Davies, Harrison Birtwistle, John Ogdon y Elgar Howarth. Juntos formaron el grupo «New Music Manchester», dedicado a las representaciones de música contemporánea. En 1956 fue a París para estudiar en el Conservatorio de París con Olivier Messiaen, y ese mismo año se fue a Darmstadt, donde su obra para orquesta, Fantasia, tuvo su primera ejecución. Mientras residía en París, en 1956-57, Goehr también recibió algunas clases particulares de Pierre Boulez.
En 1971 fue nombrado Profesor de Música en la Universidad de Leeds, trasladándose en 1976 a un puesto similar en la Universidad de Cambridge, a un puesto que mantuvo hasta 1999.

## Primeras obras
El primer trabajo publicados de Goehr es la Piano Sonata (1953), una obra fluida e idiomática que cierra la brecha entre Prokófiev y el serialismo (Prokófiev había muerto en marzo de ese año, y la sonata conmemora el hecho con una breve cita de su Séptima Sonata). Las obras de Goehr desde la mitad de los cincuenta tienden a ser más austeras y se adhieren estrechamente al tradicional sistema schoenbergiano de la técnica de las doce notas. El primer éxito internacional de Goehr fue su cantata The Deluge («La inundación», 1958), sobre textos de Eisenstein, que suscito un considerable revuelo en su primera representación, dirigida por su padre. Es una obra construida líricamente, con más coherencia armónica y mucho más dramatismo que la mayoría de la música serial de la época. Su impacto en los colegas de Goehr de Mánchester también parece haber sido considerable: se hacen eco de esta obra, tanto en términos de escritura vocal como instrumental, Maxwell Davies en su obra Leopardi Fragments (1961) y Birtwistle, en su Monody for Corpus Christi (1960).
Como resultado del éxito de The Deluge, Goehr recibió el encargo de componer una pieza para la orquesta de los BBC Promenade Concerts (Hecuba's Lament) y una larga cantata para coro, barítono y gran orquesta,, Sutter's Gold, (1961), de nuevo con textos de Eisenstein. Sin embargo, el estreno en el «Leeds Festival» no tuvo éxito y provocó un duro editorial del periódico The Times en que se afirmaba que la obra señalaba el fin de la tradición coral británica.
A pesar de ello, Goehr continuó componiendo obras corales. Alentado por su amistad con el director de coros John Alldis, firmemente comprometido con la música nueva, Goehr compuso su Two Choruses (1962), una obra en que usa por primera vez la característica armonía declinada del serialismo modal, que ha de seguir siendo su principal recurso técnico durante los próximos 14 años. Brevemente explicado, partes de una serie se dejan sobre otros segmentos de la serie original para obtener un limitado vocabulario interválico, en el que ciertas clases de tonos armónicos y agregados tienden a predominar. El resultado es eufónico, armónicamente coherente y una verdadera salida del cromatismo denso del sistema clásico de los 12 tonos de Schoenberg.
La técnica de rotación de Goehr, tanto como procedimiento técnico como por sus resultados armónicos, tiene mucho en común con la idea de Boulez de «bloque sonoro», idea derivada de la segmentación de la serie en unidades más pequeñas que se multiplican entre sí. Pero, a diferencia de Boulez, Goehr conserva una fuerte y duradera relación con los preceptos de Schoenberg, como expresa en sus últimos escritos (recogidos en la antología "Style and Idea"). Al igual que Schoenberg, Goehr está comprometido con la revivificación de las formas tradicionales occidentales, como la sonata, la sinfonía y la fuga. Esto hace que su música sea difícil de encasillar, ya que no es puramente tradicional en su perspectiva, pero tampoco rechaza ciertas características de las vanguardias estéticas de la posguerra. Esto ha dado lugar a opiniones como las del compositor y crítico Bayan Northcott, que ha calificado de Goehr como un "radical conservative" («conservador radical»).
Goehr aplicó por vez primera a gran escala el nuevo serialismo modal en su Little Symphony, para cuerdas (1962). Es una obra en memoria des su padre, Alexander Goehr, compositor y director de orquesta, que había muerto inesperadamente. Utiliza una serie de acordes sutilmente modelada (aunque no una cita) sobre el movimiento Las catacumbas de los (Cuadros de una exposición) de Músorgski. (Alexander Goehr había hecho un minucioso análisis armónico de este inusual movimiento y también había publicado su propia orquestación de los Cuadros de una exposición, aunque excluyendo Las catacumbas). La propia serie coral de Alexander Goehr es más rica que la original de Músorgski, con un fuerte predominio de terceras y sextas, y falsas relaciones destacadas entre acordes adyacentes. Comprende la totalidad del primer movimiento de la Little Symphony. El resto de la obra es, de hecho, una gigantesca serie de variaciones en la serie de acordes, aunque en realidad sólo el e segundo movimiento se designa expresamente como 'variaciones'. El scherzo del tercer movimiento ofrece un marcado contraste con su estridente escritura para las maderas, que se hace claramente eco del retorno de la serie de acordes básicos en el lento trío. El finale alterna dos tipos de música muy contrastados —ambos basados sobre el coral: un lento lamento y una música mucho más rápida, salpicada por cadencias rítmicas—, que ha seguido siendo una característica propia de Goehr de su etapa madura. La coda que cierra la obra es una variante final del tema de obertura de toda la sinfonía.

## Últimas obras
Las obras posteriores de los años sesenta, incluyen una Sinfonía (1969), que fusiona sonata, fantasía y variaciones en un discurso de media hora. La armonía es una de las más exuberantes y articuladas de Goehr, con una orquestación ricamente detallada. La sorprendentemente discursiva coda deja deliberadamentea los hilos armónicos sin resolver, colgando sobre un acorde luminoso de los metales. Durante este período, Goehr también compuso la Romanza para violonchelo y orquesta, estrenada en 1968 en el Brighton Festival por Jacqueline du Pré, bajo la dirección de su marido Daniel Barenboim al frente de la New Philharmonia Orchestra. Ella dijo que "supuso su vuelta a la tierra" ("suited her down to the ground") y que seguía siendo la única música contemporánea que siempre tocó (ha aparecido en CD no oficiales). Aunque muy melódica, la obra también tiene su lado oscuro, con ominosas insinuaciones y es prueba de la viabilidad expresiva y flexibilidad del serialismo modal de Goehr.
La primera ópera de Goehr, Arden Must Die, también fue compuesta durante este período y demuestra ser una poderosa adaptación de la moralidad jacobina que ha incomodado a los políticos contemporáneas por sus resonancias sociales. Aunque tuvo mucho éxito en su estreno en Hamburgo y fue programada una vez más en años posteriores, no se ha interpretado en Gran Bretaña desde entonces.
La música de cámara de Goehr comprende obras como el Piano Trio encargado por Yehudi Menuhin. Se trata de un trabajo en dos partes, cuyo primer movimiento, un danzante basado en tema y variaciones, se ve contrarrestado por un intenso movimiento lento, que se abre con una melodía germinal del violonchelo y se desarrolla a través de obsesivos pasajes cercanos al éxtasis, hasta la conclusión. El Segundo y Tercer Cuarteto de cuerdas (1967 y 1976), no son menos ejecutado con éxito en lo que respecta a la combinación armónica con innovaciones tradicionalmente anclada en gran escala.
El Tercer Cuarteto (1976) fue la última obra de Goehr compuesta utilizando su personal forma de serialismo. Con la obra Salmo 4 abandonó el serialismo por un mundo armónico puramente modal (la obra tiene largos pasajes escritos casi en su totalidad utilizando las notas blancas del teclado), pero no un "modalismo espiritual", tan de moda algunos años más tarde. El contrapunto es austero, pero sonoro y no carece de tensión.
Goehr protagonizó las «Reith Lectures» en 1987, con el título The Survival of the Symphony («La supervivencia de la Sinfonía»).

## Estudiantes destacados
- George Benjamin
- Ye Xiaogang
- Silvina Milstein

## Catálogo de obras
| Año     | Opus     | Obra | Tipo de obra                      |
| ------- | -------- | --- | --------------------------------- |
| 1951    | Opus 01  | Songs of Babel (Byron). | Música vocal (piano)              |
| 1951-52 | Opus 02  | Piano Sonata, para piano. | Música solista (piano)            |
| 1954    | Opus 03  | Fantasías, para clarinete alto y piano. | Música de cámara (dúo)            |
| 1954    | Opus 04  | Fantasia (rev. 1959), para orquesta. | Música orquestal                  |
| 1956-57 | Opus 05  | String Quartet no. 1 (rev. 1988) | Música de cámara (cuarteto)       |
| 1957    | Opus 06  | Capriccio, para piano. | Música solista (piano)            |
| 1957-58 | Opus 07  | The Deluge (según L. da Vinci), cantata para soprano, C, flauta, corno inglés, trompeta, clavecín, violín, viola, violonchelo, contrabajo. | Música coral                      |
| 1958    | –        | La belle dame sans merci (según Janequin y Le Jeune), ballet para gran/pequeña orquesta | Música de ballet                  |
| 1959    | Opus 08  | Variations, para flauta y piano. | Música de cámara (dúo)            |
| 1959    | Opus 09  | Four Songs from the Japanese (según L. Hearn), para mezzo y piano/orquesta. | Música vocal (piano)              |
| 1959-60 | Opus 10  | Sutter's Gold (según S.M. Eisenstein), cantata para barítono, coro y orquesta. | Música coral (orquesta)           |
| 1961    | Opus 11  | Suite, para flauta, clarinete, corno inglés, clavecín, violín, viola y violonchelo. | Música instrumental               |
| 1959-61 | Opus 12  | Hecuba's Lament, para orquesta. | Música orquestal                  |
| 1961-62 | Opus 13  | Violin Concerto. | Música orquestal (concierto)      |
| 1962    | Opus     | A Little Cantata of Proverbs (W. Blake), para coro y piano. | Música coral (piano)              |
| 1962    | Opus 14  | Two Choruses (J. Milton, W. Shakespeare), para coro. | Música coral                      |
| 1962-64 | Opus –   | In Theresienstadt, para mezzo y piano. | Música vocal (piano)              |
| 1963    | Opus 15  | Little Symphony, para pequeña orquesta. | Música orquestal                  |
| 1963    | Opus 16  | Little Music, para cuerdas. | Música orquestal                  |
| 1963    | Opus –   | Virtutes (ciclo de 9 canciones y melodrama, G. Humphreys, según la Biblia: Pablo), para narrador, coro, 2 clarinetes ad libitum, violonchelo ad lib, 2 pianos, órgano, percusión y timp. | Música coral (instrumentos)       |
| 1964    | Opus 17  | Five Poems and an Epigram of William Blake, para coro y trompeta. | Música coral                      |
| 1964    | Opus 18  | Three Pieces, para piano. | Música solista (piano)            |
| 1965    | Opus 19  | Pastorals, para orquesta | Música orquestal                  |
| 1966    | Opus 20  | Piano Trio | Música de cámara (trío)           |
| 1966    | Opus 21  | Arden muss sterben (E. Fried, según anónimo del siglo XVI: «Arden of Faversham»), ópera en dos actos (Estreno: Hamburgo, Staatsoper, 5 de marzo de 1967). | Música de ópera                   |
| 1967    | Opus 21a | Three Pieces from ‘Arden Must Die’, para vientos, arpa y percusión. | Música instrumental (concertante) |
| 1966-67 | Opus 22  | Warngedichte (Fried), 8 canciones para mezzo y piano. | Música vocal (piano)              |
| 1967    | Opus 23  | String Quartet no.2 | Música de cámara (cuarteto)       |
| 1968    | Opus 24  | Romanza, para violonchelo y orquesta. | Música orquestal (concertante)    |
| 1968    | Opus 25  | Naboth's Vineyard (dramatic madrigal, según la Biblia: 1 Reyes, XXI), para mezzo, tenor, barítono, flauta + pic + a flauta, clarinete y clarinete bajo, trombón bajo, dúo de pianos, violín y contrabajo. (Estreno: Londres, Cripplegate Theatre, 16 de julio de 1968) [parte 1.ª del «Triptych»]. | Música teatral                    |
| 1969    | Opus 26  | Konzertstück, para piano y pequeña orquesta. | Música orquestal (concertante)    |
| 1969    | Opus 27  | Nonomiya, para piano. | Música solista (piano)            |
| 1969    | Opus 28  | Paraphrase on the Dramatic Madrigal «Il combattimento di Tancredi e Clorinda» de Monteverdi, para clarinete. | Música solista (clarinete)        |
| 1969    | Opus 29  | Symphony in One Movement (rev. 1981), para orquesta | Música orquestal                  |
| 1970    | Opus 30  | Shadowplay (K. Cavander, según Platón: La República, libro 7), música teatral para tenor narrador, flauta alta, saxo alto, corno inglés, violonchelo y piano. (Estreno: Londres, City Temple Theatre, 8 de julio de 1970 [parte 2.ª del «Triptych»].                                               | Música teatral                    |
| 1970    | Opus 31  | Sonata about Jerusalem (R. Freier, Goehr, según Obadiah the Proselyte: Autobiography, Samuel de Yahya ben al Maghribi: Chronicle), cantata para soprano, barítono, narrador, coro femenino y 9 instrumentos. (Estreno: Tel-Aviv, enero de 1971) [parte 3.ª del «Triptych»].                        | Música teatral                    |
| 1970    | Opus 32  | Concerto for Eleven, para flauta, clarinete, clarinete bajo, 2 trompetas, tuba, percusión, 2 violines, viola y contrabajo. | Música instrumental               |
| 1972    | Opus 33  | Piano Concerto. | Música orquestal (concierto)      |
| 1973    | Opus –   | Bauern, Bomben und Bonzen (film score, dir. E. Monk, según H. Fallada), para orquesta de cámara. | Música de película                |
| 1974    | Opus 34  | Chaconne, 18 wind | Música instrumental               |
| 1979    | Opus 34a | Chaconne, para órgano [versión del op. 34]. | Música solista (órgano)           |
| 1974    | Opus 35  | Lyric Pieces, wind qnt, trompeta, trombón y contrabajo. | Música instrumental               |
| 1973-74 | Opus 36  | Metamorphosis/Dance, para orquesta | Música orquestal                  |
| 1975-76 | Opus 37  | String Quartet no.3 | Música de cámara (cuarteto)       |
| 1976    | Opus 38a | Psalm IV, para soprano, alto, coro femenino, viola y órgano. | Música coral                      |
| 1976    | Opus 38b | Fugue on the Notes of the Fourth Psalm, para cuerdas. | Música instrumental               |
| 1977    | Opus 38c | Romanza on the Notes of the Fourth Psalm, para dos violines solistas, 2 solo viola y cuerdas. | Música instrumental               |
| 1978    | Opus 39  | Prelude and Fugue, para 3 clarinetes. | Música solista (clarinete)        |
| 1979    | Opus 40  | Babylon the Great is Fallen, para coro y orquesta. | Música coral (orquesta)           |
| 1979    | Opus 41  | Das Gesetz der Quadrille (según F. Kafka), para barítono y piano. | Música vocal (piano)              |
| 1979    | Opus 42  | Sinfonía, para orquesta de cámara. | Música orquestal                  |
| 1980-81 | Opus 43  | Deux études, para orquesta | Música orquestal                  |
| 1981-84 | Opus 44  | Behold the Sun (Die Wiedertäufer) (op, 3, J. McGrath, Goehr) (Estreno: Duisburg, 19 de abril de 1985) | Música de ópera                   |
| 1981    | Opus 44a | Behold the Sun, concert aria, para soprano agudo, solo vib y 12 instrumentos. | Música vocal (instrumentos)       |
| 1984    | Opus 45  | Sonata, para violonchelo y piano. | Música de cámara (dúo)            |
| 1985    | Opus 46  | … a musical offering (J.S.B. 1985) …, para flauta, clarinete, clarinete bajo, corno inglés, trompeta, trombón, percusión, piano, 3 violines, 2 violas y contrabajo. | Música instrumental               |
| 1985    | Opus 47  | Two Imitations of Baudelaire (R. Lowell), para coro. | Música coral                      |
| 1987-88 | Opus 49  | Eve Dreams in Paradise (Milton), para mezzo, tenor y orquesta. | Música vocal (orquesta)           |
| 1985-86 | Opus 48  | Symphony with Chaconne, para orquesta | Música orquestal                  |
| 1988-90 | Opus –   | Still Lands, 3 piezas para pequeña orquesta | Música orquestal                  |
| 1989    | Opus –   | Carol for St Steven, para coro. | Música coral                      |
| 1988-92 | Opus 50  | … in real time, para piano. | Música solista (piano)            |
| 1989-90 | Opus 51  | Sing, Ariel (text arr. F. Kermode), para mezzo, dos sopranos, saxo tenor y clarinete bajo, trompeta, violín y viola, contrabajo y piano. | Música vocal (instrumentos)       |
| 1990    | Opus 52  | String Quartet no.4 ‘In memoriam John Ogdon’ | Música de cámara (cuarteto)       |
| 1990    | Opus –   | Variations on Bach's Sarabande de la «English Suite in E minor», para 2 clarinetes, 2 saxos alto, 2 bn, 2 trompetas, trombón, timp | Música instrumental               |
| 1991-92 | Opus 53  | The Death of Moses (orat, J. Hollander), para soprano, C/A, tenor, barítono, coro, children's chorus/female chorus, 13 instrumentos. | Música coral (oratorio)           |
| 1991    | Opus 54  | The Mouse Metamorphosed into a Maid (M. Moore), S unacc.. | Música coral                      |
| 1992-93 | Opus 56  | I said I will take Heed (Ps XXXIX), double chorus, 2 oboes, 2 basset corno inglés, 2 bn, contrabajos, 2 trombones. | Música coral (instrumentos)       |
| 1991-92 | Opus 55  | Colossos or Panic, fragmento sinfónico según Goya, para orquesta | Música orquestal                  |
| 1993    | Opus 57  | Cambridge Hocket, para 4 trompas y orquesta. | Música orquestal (concertante)    |
| 1994-95 | Opus 58  | Arianna (O. Rinuccini, según la última ópera de Monteverdi). (Estreno: Londres, CG, 15 de septiembre de 1995) | Música de ópera                   |
| 1995    | Opus 59  | Uninterrupted Movement, para violonchelo solista y 4 violonchelos. | Música instrumental               |
| 1996    | Opus 61  | Schlussgesang, 6 piezas para viola y orquesta. | Música orquestal (concertante)    |
| 1996    | Opus 62  | Five Objects Darkly, b clarinete, corno inglés, violín, viola y piano. | Música instrumental               |
| 1997    | Opus 63  | Idées fixes, wind qnt, trompeta, trombón, percusión, piano y cuarteto de cuerda. | Música instrumental               |
| 1998    | Opus 64  | Sur terre en l'air, para viola. | Música solista (viola)            |
| 1998    | Opus 65  | In memoriam Olivier Messiaen, para flauta, clarinete, oboe, corno inglés, trompeta, marimba, clavecín, piano, cuarteto de cuerda y contrabajo. | Música instrumental               |
| 1998    | Opus 66  | Duos, para violín y 2 violas. | Música de cámara (trío)           |
| 1997-98 | Opus 67  | Kantan and Damask Drum (Goehr, según Zeami y Sarugai Koto), ópera japonesa. (Estreno: Dortmund, 19 Sept 1999) | Música de ópera                   |